# بيلي هانكوك
بيلي هانكوك (بالإنجليزية: Billy Hancock)‏ هو مغني أمريكي، ولد في 4 نوفمبر 1946 في الإسكندرية في الولايات المتحدة، وتوفي في 22 يناير 2018 في لا بلاتا في الولايات المتحدة بسبب تشمع الكبد.

## وصلات خارجية
- الموقع الرسمي
- بيلي هانكوك على موقع ميوزك برينز (الإنجليزية)
- بيلي هانكوك على موقع ديسكوغز (الإنجليزية)